# Tunnel du Châtelard
Le tunnel du Châtelard est un tunnel routier et ferroviaire de France situé en Haute-Savoie, sur les territoires communaux de Passy et des Houches. Il est constitué de trois tubes permettant d'y faire passer le trafic de la route nationale 205 et les trains de la ligne de Saint-Gervais-les-Bains-Le Fayet à Vallorcine (frontière).

## Caractéristiques

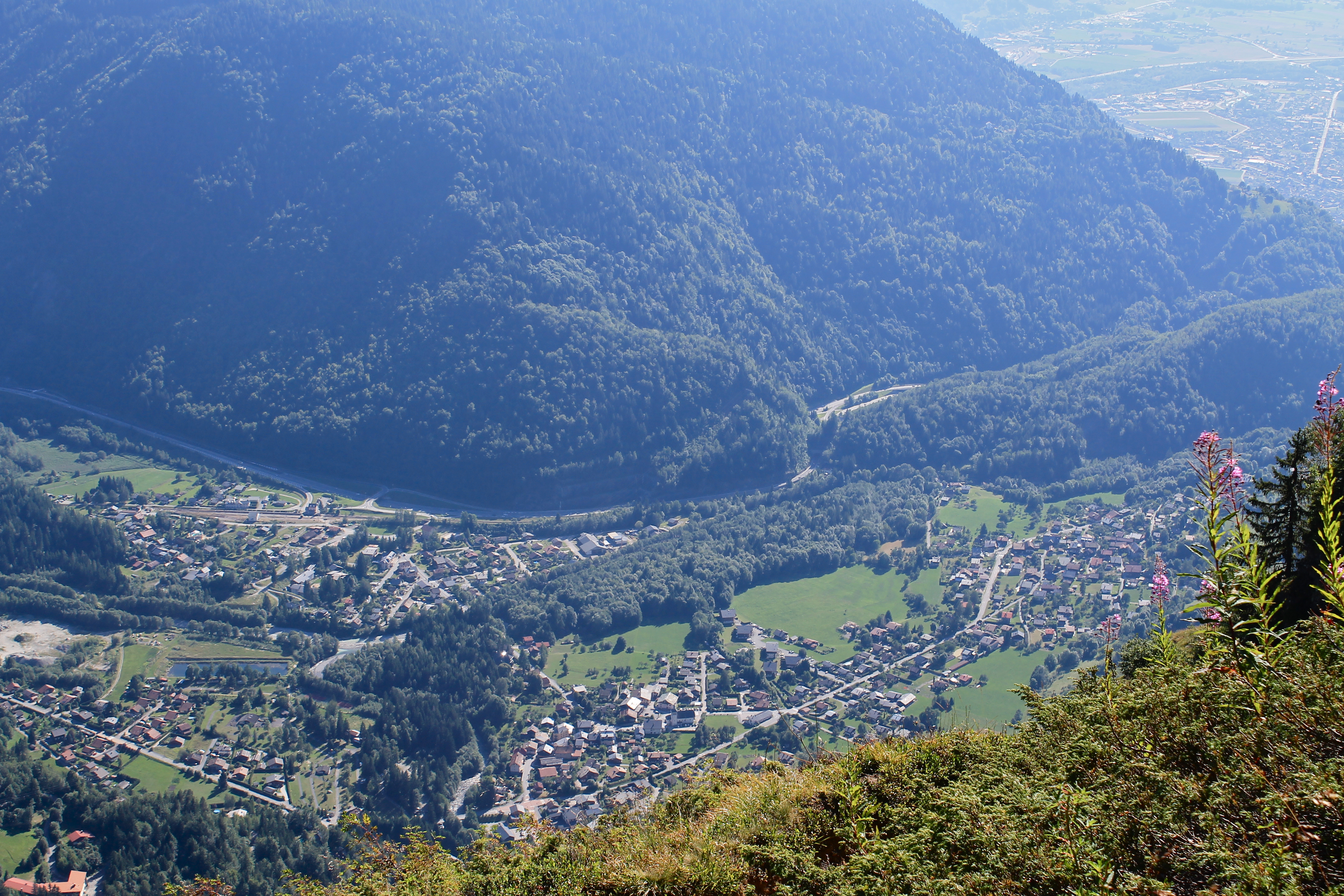
Vue en plongée de Servoz depuis les hauteurs du plateau d'Assy avec le tunnel du Châtelard au centre.

Il permet de franchir la montagne des Gures à l'endroit où elle est reliée à la tête Noire par un petit col, à l'entrée de la vallée de Chamonix. Il est composé de trois tubes, deux routiers pour les deux sens de circulation de la route nationale 205 et un ferroviaire pour la ligne de Saint-Gervais-les-Bains-Le Fayet à Vallorcine (frontière).
Il tient son nom du lieu-dit du Châtelard sur la commune de Passy et situé à l'entrée ouest du tunnel, le hameau du Lac sur la commune des Houches se trouvant quant à lui à l'entrée est du tunnel, en face du village de Servoz situé sur l'autre rive de l'Arve. Une variante du GR Tour du Mont-Blanc passe juste au-dessus de l'entrée sud du tunnel.

## Histoire
Le premier tunnel est percé entre 1861 et 1866 au cours de la création de la route reliant Passy à Chamonix-Mont-Blanc par les Égratz en rive gauche de l'Arve, sur les versants de la tête Noire, l'ancienne route se trouvant en rive droite au pied du massif du Faucigny via Servoz. Ce premier tunnel, aujourd'hui unidirectionnel car utilisé par les deux voies descendantes de la route transformée en voie rapide, est positionné à l'endroit le plus étroit de la crête, au fond du vallon du Châtelard.
Au début du XXe siècle, la construction de la ligne de Saint-Gervais-les-Bains-Le Fayet à Vallorcine (frontière) entraîne le percement d'un second tube, parallèlement au tunnel routier, au nord de celui-ci, afin d'y faire passe la voie unique du chemin de fer.
Enfin, avec l'aménagement de la route en voie rapide entre la vallée de l'Arve et le tunnel du Mont-Blanc à la fin des années 1970, un troisième tube beaucoup plus long que les deux premiers est percé au sud de ceux-ci. Du fait de l'ouverture du viaduc des Égratz à la circulation en 1982, le sens de circulation se fait à gauche et non à droite sur une portion d'environ cinq kilomètres. Un pont situé avant l'aire routière du Châtelard à l'ouest permet de rétablir la circulation à droite juste avant le tunnel.